# Roodbruine walstrospanner
De roodbruine walstrospanner (Catarhoe rubidata) is een nachtvlinder uit de familie van de spanners, de Geometridae. 

## Kenmerken
De voorvleugellengte bedraagt tussen de 13 en 15 mm. De voorvleugels hebben een roodbruine grondkleur met een zwart met grijze middenband en een zwartgrijs veld aan de vleugelbasis. De achtervleugels zijn grijs. 

## Levenscyclus
De roodbruine walstrospanner gebruikt walstro als waardplant. De rups is te vinden in juli en augustus. De soort overwintert als pop. De pop bevindt zich onder de grond in een verstevigde cocon. De vliegtijd is van eind mei tot en met augustus in twee generaties.

## Voorkomen
De soort komt verspreid van over West-Europa en het Iberisch Schiereiland voor tot het westen van Centraal-Azië. 

### Nederland en België
De roodbruine walstrospanner is in Nederland en België een zeer zeldzame soort. In Nederland wordt de soort vooral in het oosten van het land weleens waargenomen, in België vooral in het zuiden.